# Klony (obwód grodzieński)
Klony (biał. Клёны; ros. Клёны; do 1964 roku Kobylniki, biał. Кабы́льнікі) – wieś na Białorusi, w obwodzie grodzieńskim, w rejonie nowogródzkim, w sielsowiecie Walówka.
W dwudziestoleciu międzywojennym Kobylniki leżały w Polsce, w województwie nowogródzkim, w powiecie nowogródzkim.